# Марі Дарр'єсек
Марі́ Дарр'єсе́к (фр. Marie Darrieussecq, 3 січня 1969, Байонна) — французька письменниця баскського походження.

## Біографія
Народилася й виросла в Країні басків. Батько – технік, мати – професорка літератури. Марі Дарр'єсек ходила в школу в Байонні, потім закінчила ліцей Мішеля Монтеня у Бордо. Студіювала в Еколь Нормаль у Парижі. Продовжила навчання у Новій Сорбонні та Університеті Париж VII.
1997 року захистила дисертацію, присвячену аналізу прози Мішеля Леріса, Жоржа Перека, Сержа Дубровскі та Ерве Гібера. Перекладала поезію Овідія, твори Вірджинії Вулф, Джеймса Джойса, Джеймса Болдуїна.
Кілька разів звинувачена в плагіаті, написала есей про плагіат в літературі.
Перший чоловік – математик. Другий – астрофізик. Марі Дарр'єсек — мати трьох дітей.

## Твори

### Романи і оповідання
- 1996: Труїзми / «Truismes», P. O. L. (номінація на Гонкурівську премію)
- 1998: Народження привидів / «Naissance des fantômes», P. O. L.
- 1999: Морська хвороба / «Le Mal de mer», P. O. L.
- 1999: «Précisions sur les vagues», P. O. L.
- 2001: Коротке перебування серед живих / «Bref séjour chez les vivants», P. O. L.
- 2002: Немовля / «Le Bébé», P. O. L.
- 2003: «White», P. O. L.
- 2003: «Simulatrix», éd. Les Inrockuptibles, coll. «des nouvelles du sexe»
- 2004: Галявина в лісі / «Claire dans la forêt» suivi de «Penthésilée, premier combat», éd. des femmes
- 2005: «Le Pays», P. O. L.
- 2007: Том — мертвий / «Tom est mort», P. O. L. (номінація на Гонкурівську премію)
- 2007: «Mrs Ombrella et les musées du désert», éd. Scali
- 2008: «Péronille la chevalière», Albin Michel Jeunesse
- 2011: «Clèves», P. O. L.
- 2013: «Треба дуже любити чоловіків» / «Il faut beaucoup aimer les hommes», P. O. L. (премія Медічі)
- 2017: Наше життя в лісі / Notre vie dans les forêts, P.O.L (ISBN 978-2-8180-4366-0)
- 2019: Море навиворіт / La Mer à l'envers, P.O.L (ISBN 978-2-8180-4806-1)

### Есе
- 2010: «Rapport de police. Accusations de plagiat et autres modes de surveillance de la fiction», P. O. L.

### П'єси
- 2009: «Le Musée de la mer», P. O. L.

### Книги про мистецтво
- 1998: «Dans la maison de Louise», CAPC musée d'art contemporain de Bordeaux
- 2000: «Il était une fois… la plage», photographies de Roger-Viollet, éd. Plume
- 2001: «Sculptures» de Lydie Arickx, textes et photographies, éd. Artémoins
- 2003: «Illusion» de Dolorès Marat, éditions Filigranes
- 2006: «Do You Know What I Mean» de Juergen Teller, Actes Sud
- 2008: «B2B2SP» d Edouard François, éd. Archibooks
- 2011: «A Portrait of the Artist as a Young Mother», éditions Filigranes
- 2013: «Gisants» de Jan Fabre, éd. Galerie Daniel Templon
- 2013: «Faire de son mieux», photographies de Gilbert Garcin, éditions Filigranes

### Театральні постановки
- 2004 : Le Bébé, mise en scène de Marc Goldberg, Vingtième Théâtre.
- 2008 : Naissance des fantômes, mise en scène de Cécile Quaranta, La Minoterie, Marseille.
- 2009 : Le Musée de la mer, mise en scène d'Arthur Nauzyciel, Carré Saint-Vincent, Orléans.
- 2011 : Le Musée de la mer, mise en scène d'Arthur Nauzyciel, Théâtre de Gennevilliers.
- 2011 : Truismes, mise en scène d'Alfredo Arias, Théâtre du Rond-Point.
- 2011 : Tom est mort, lecture dirigée par Arthur Nauzyciel, Centre dramatique national.